# Tráng miệng

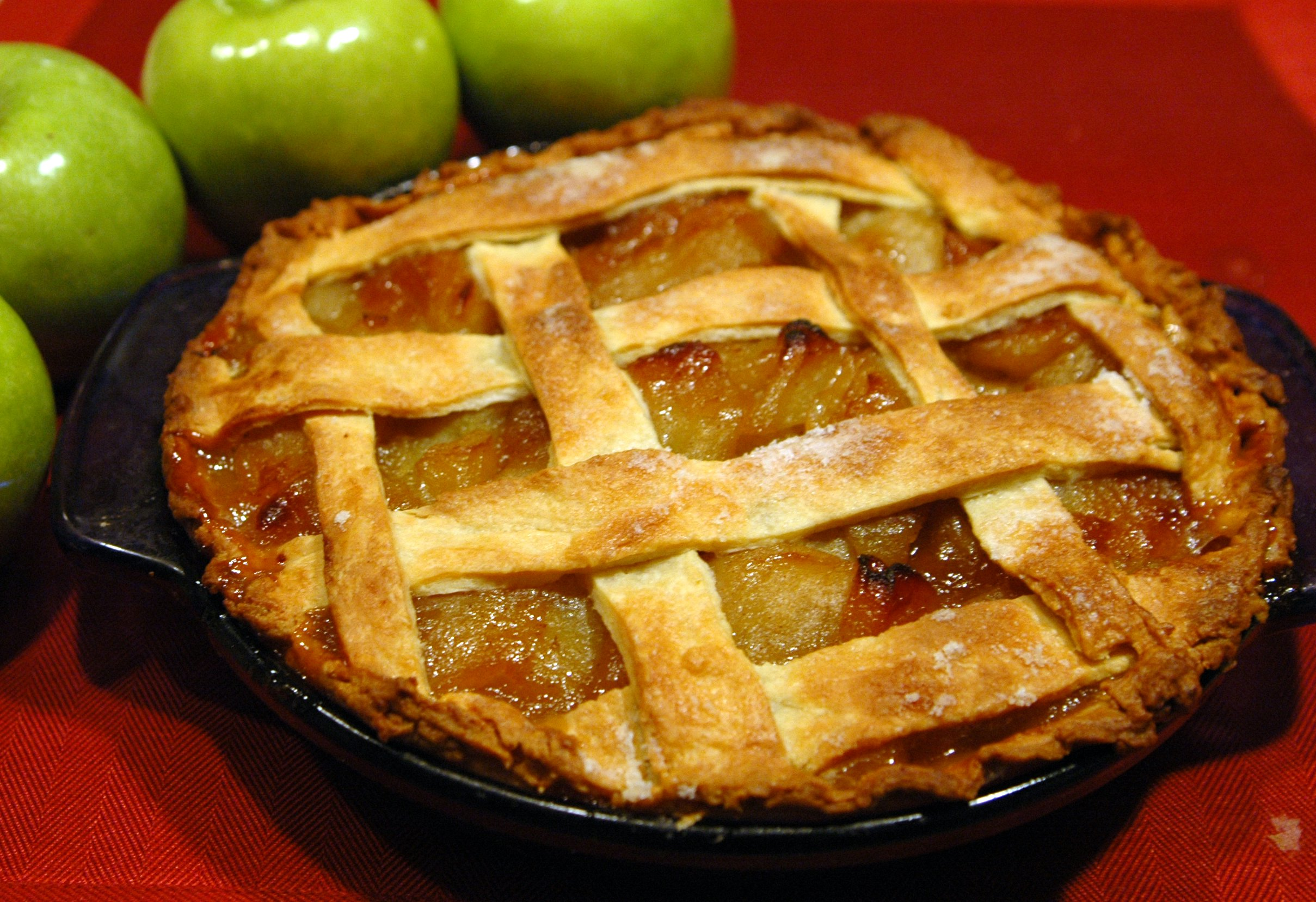
Bánh táo

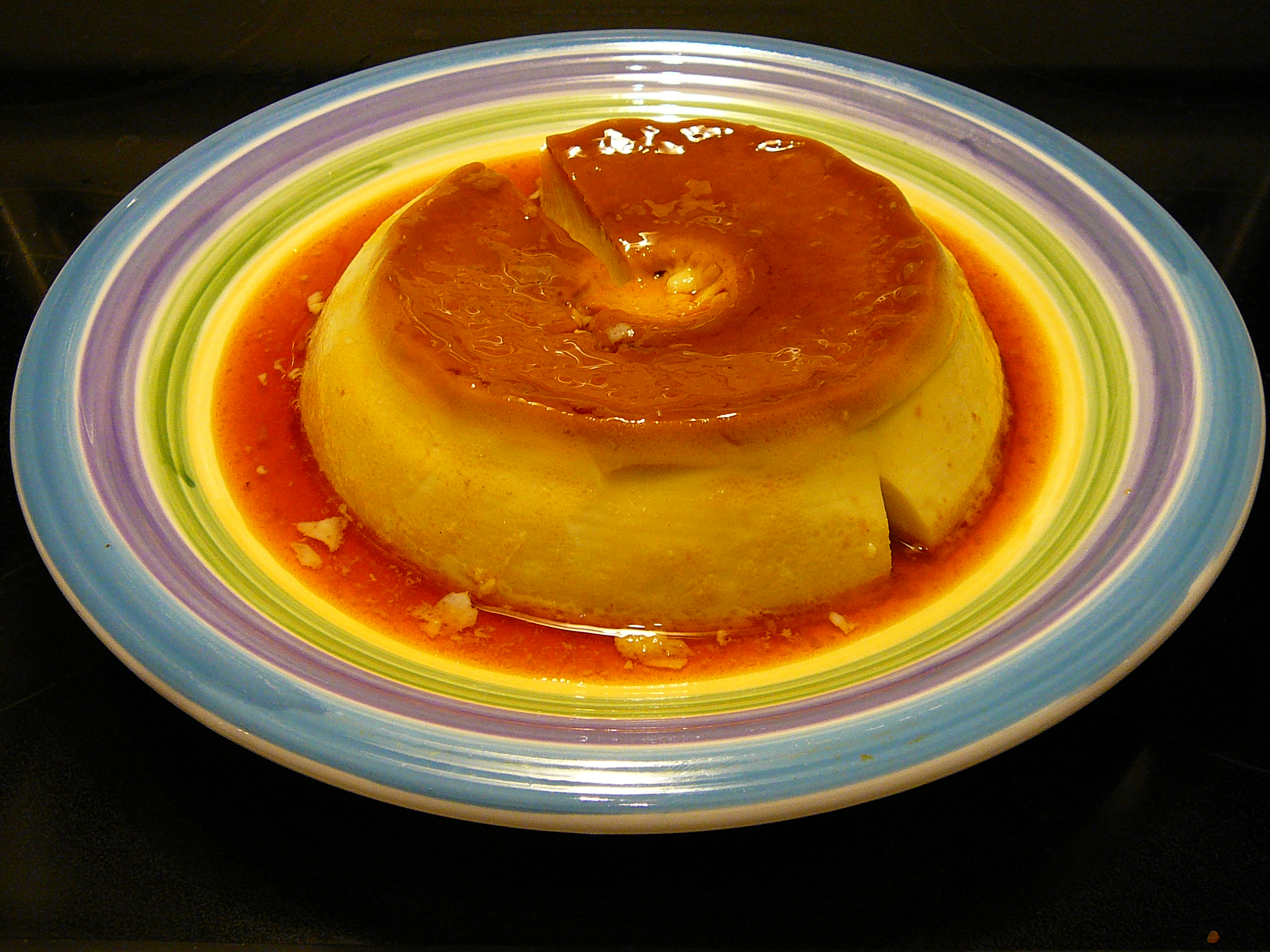
Bánh flan

Tráng miệng là một món ăn nhẹ (có thể là bánh kẹo) dùng khi kết thúc một bữa ăn chính. Khẩu phần nhỏ thôi nhưng trình bày đẹp mắt. Món này thường bao gồm các loại thực phẩm ngọt, và có thể là đồ uống như rượu vang tráng miệng hoặc rượu mùi, nhưng có thể bao gồm cà phê, pho mát, hạt quả, hoặc các món ăn khác. Ở một số nơi trên thế giới, chẳng hạn như phần lớn vùng Trung và Tây Phi, và hầu hết các vùng của Trung Quốc, không có truyền thống ăn một món tráng miệng để kết thúc bữa ăn. Từ "tráng miệng" có thể áp dụng cho các loại kẹo bánh, chẳng hạn như bánh ngọt, tart, bánh quy, gelatin, kem lạnh, pie, pudding, custard và soup ngọt. Hoa quả cũng thường được tìm thấy trong các món tráng miệng vì độ ngọt của nó. Một số nền văn hoá đã làm ngọt các loại thực phẩm được ưa thích phổ biến để tạo ra món tráng miệng mới.

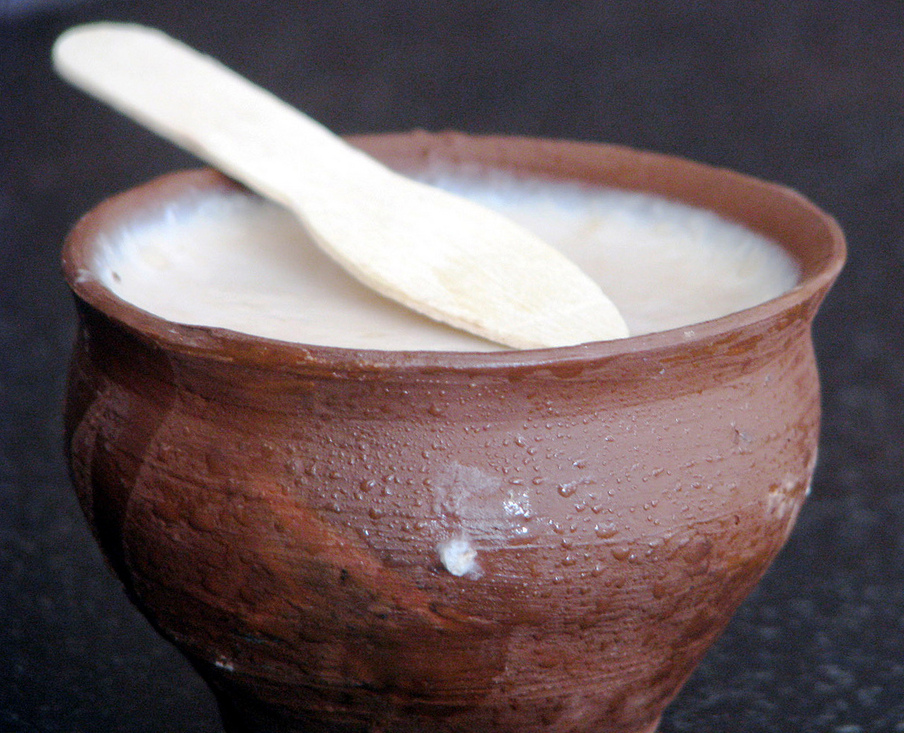
Mishti Doi